# Брънзуик (окръг, Северна Каролина)
Окръг Брънзуик (на английски: Brunswick County) е окръг в щата Северна Каролина, Съединени американски щати. Площта му е 2719 km², а населението – 126 956 души (2016). Административен център е град Боливия.